# Maltheba flexilis
Maltheba flexilis är en skalbaggsart som beskrevs av Francis Polkinghorne Pascoe 1871. Maltheba flexilis ingår i släktet Maltheba och familjen långhorningar. Inga underarter finns listade i Catalogue of Life.